# 西區副食品批發市場

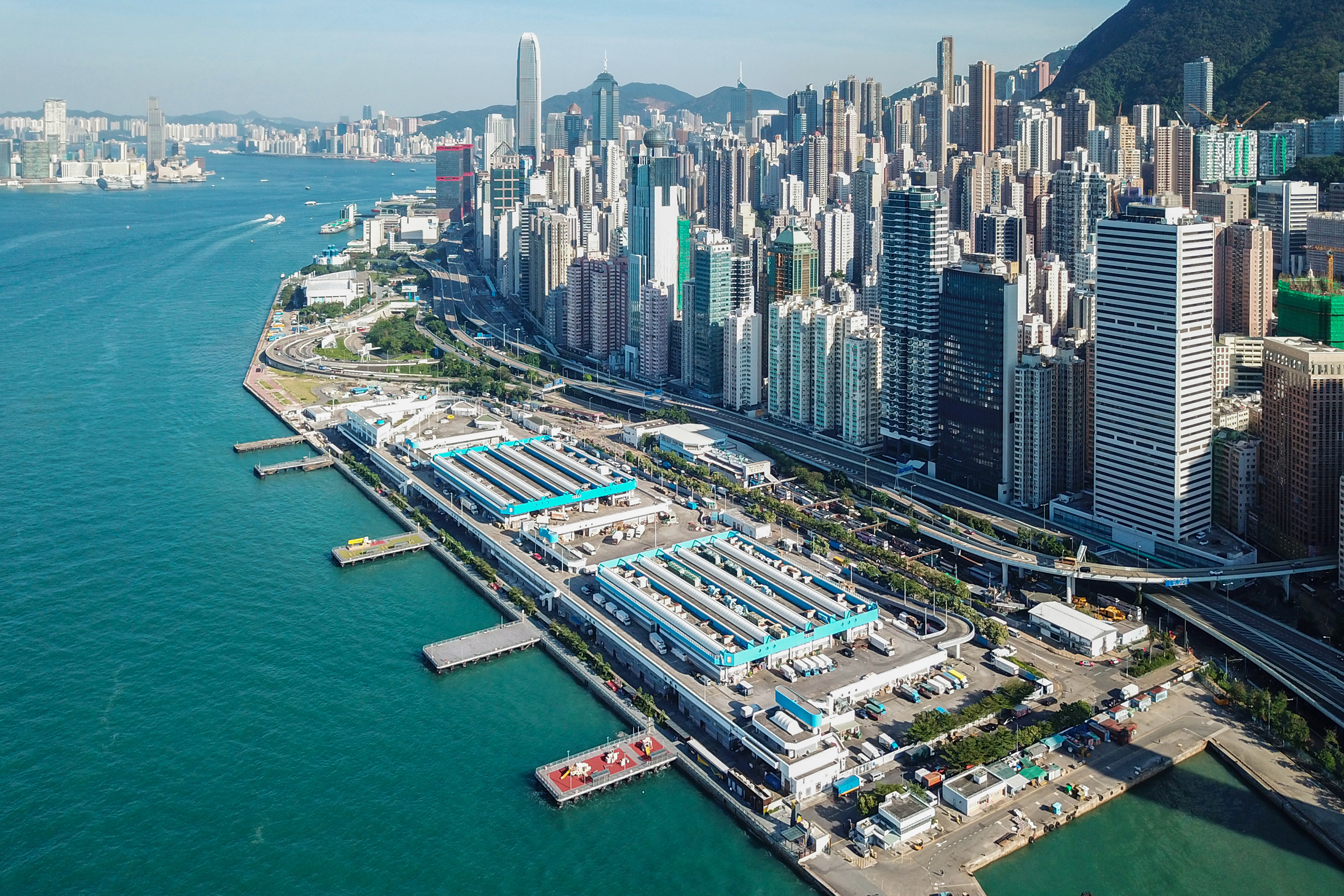
西區副食品批發市場

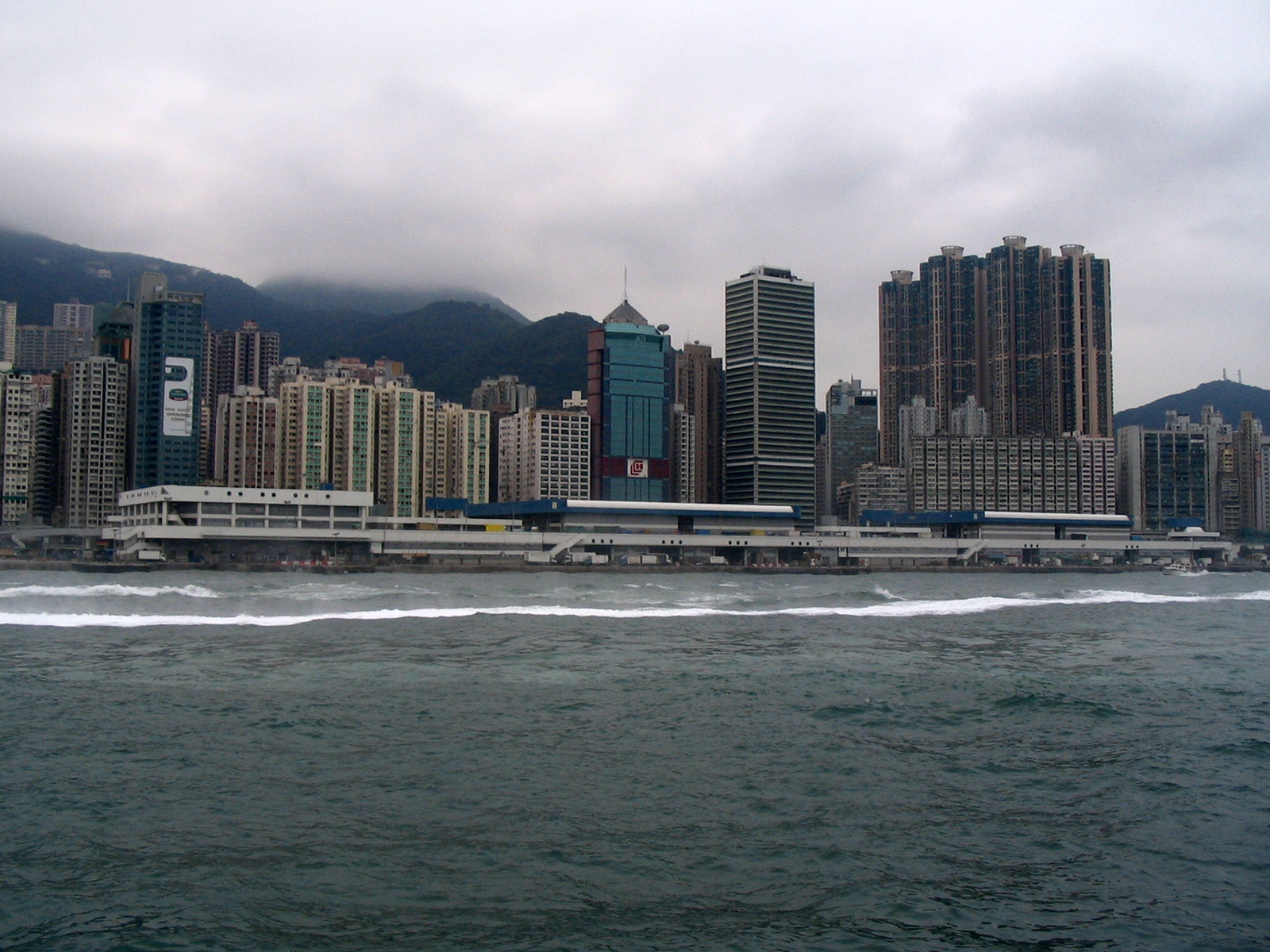
從渡輪上望向西區副食品批發市場

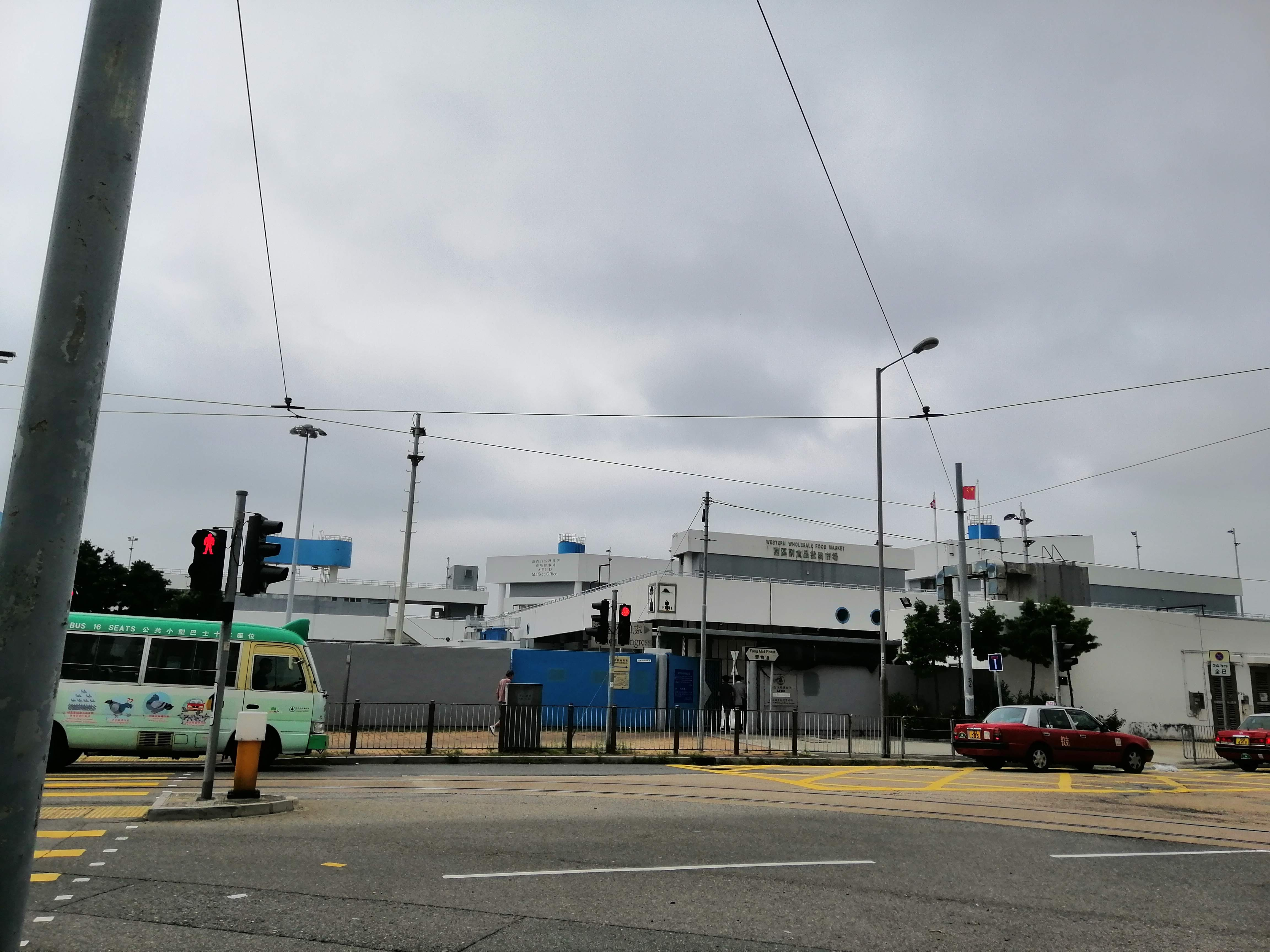
從豐物道望向批發市場

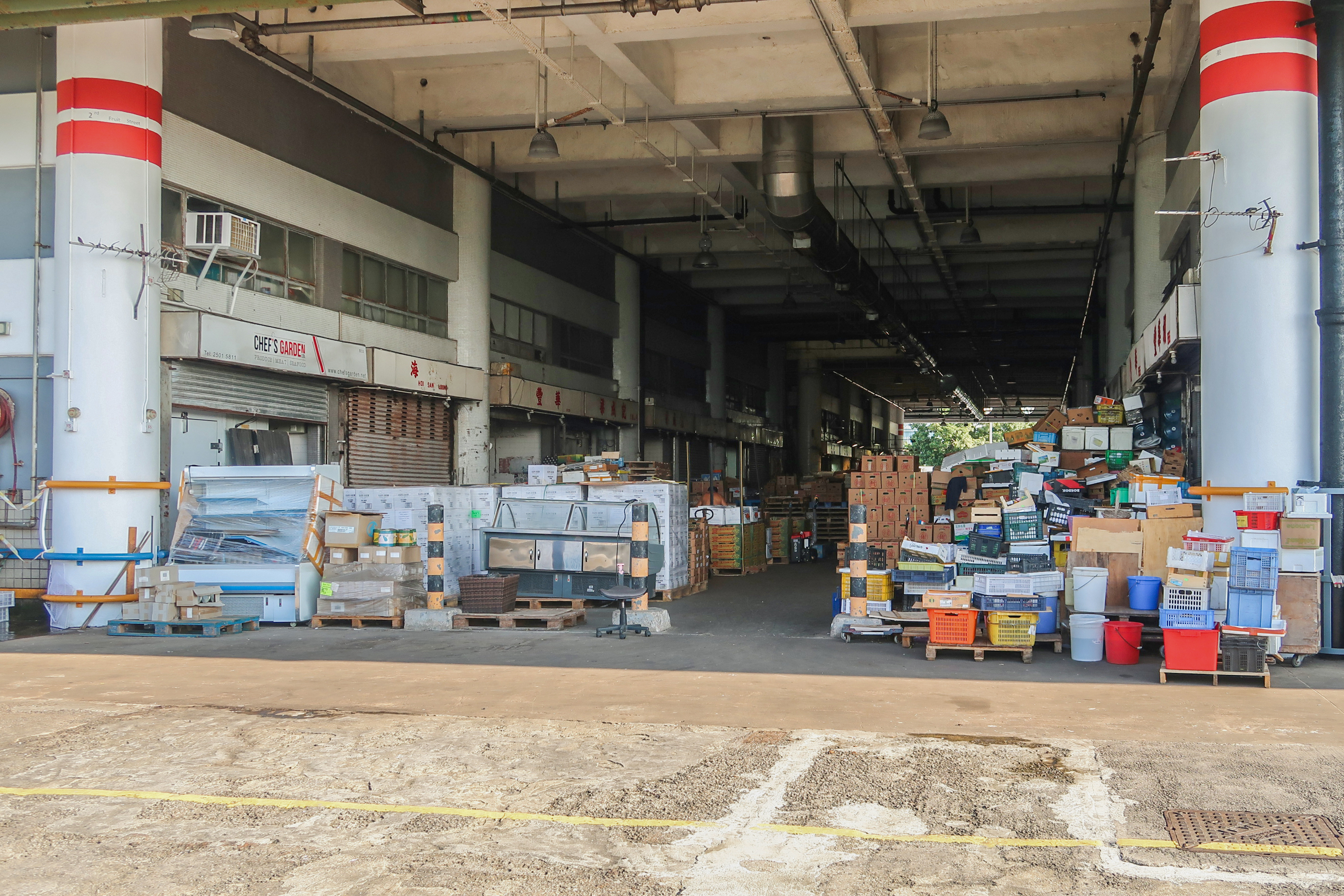
西區副食品批發市場內貌

西區副食品批發市場（英語：Western Wholesale Food Market）是香港一個副食品批發市場，位於香港島西環豐物道8號，臨近西區海底隧道香港出口、屈地街電車廠及西區公眾貨物裝卸區。批發市場由漁農自然護理署管理。批發市場建於海旁的填海地上，佔地6.2公頃，第一期於1988年8月4日興建，1991年10月18日啟用；而第二期於1991年元旦動工，1994年3月1日啟用。

## 設施
包括5個市場：鮮果市場、水產市場、蔬菜市場、混合副食品市場、蛋品市場。車輛入口位於市場東端，出口有兩個在中部南面，如停車場管理，計時收費。其北面臨維多利亞港，有數個公眾碼頭，駁船靠岸只可上落貨物及旅客，不可停留過久。

## 空置率高企
審計署署長在2007年發表報告批評西區市場的空置率達14%。原本打算清拆，但因政府希望保育維港而得以保留。

## 未來發展
2013年，中西區區議會在社區重點項目建議將碼頭海傍的西區副食品批發市場部分地段及其四個閒置碼頭活化。同年8月與香港大學城市規劃及設計學系合作制定「西區海濱概念性總體規劃」，為西區海濱的短、中及長期發展提出發展方案，碼頭區將設活動和表演中心，沿海範圍將會保留供市民享用，預計到2020年後才能完成。
2014年，中西區區議會耗資9900萬，於西區副食品批發市場對出4個閒置碼頭及海濱，興建一個長400米，寬6.5米的公園，內設康樂設施如太極園地、長者健體園地、兒童遊樂場、露天廣場及安全垂釣區。假日亦可舉辦墟日嘉年華。海濱亦增設欄杆，以確保使用者安全。公園於2018年4月落成後交由康文署管理。

## 外部連結
- 西區副食品批發市場資料 （页面存档备份，存于）
- 香港西區副食品批發市場的地圖（页面存档备份，存于）